# Tri Nations 2002
Tri Nations 2002 war die siebte Ausgabe des jährlich stattfindenden Rugby-Union-Turniers Tri Nations. Zwischen dem 13. Juli und dem 17. August 2002 fanden sechs Spiele statt. Neuseeland gewann das Turnier zum vierten Mal. Dennoch verteidigte Australien den Bledisloe Cup, nachdem sowohl Australien als auch Neuseeland jeweils ein Spiel gewonnen hatten.

## Tabelle
|    | Land       | Spiele | Siege | Unent. | Ndlg. | Spiel- punkte | Diff. | Bonus- punkte | Tabellen- punkte |
| -- | ---------- | ------ | ----- | ------ | ----- | ------------- | ----- | ------------- | ---------------- |
| 1. | Neuseeland | 4      | 3     | 0      | 1     | 97:65         | + 32  | 3             | 15               |
| 2. | Australien | 4      | 2     | 0      | 2     | 91:86         | + 5   | 3             | 11               |
| 3. | Südafrika  | 4      | 1     | 0      | 3     | 103:140       | - 37  | 3             | 7                |

## Ergebnisse
| 13. Juli 2002 | Neuseeland                | 12 : 6        | Australien             | Jade Stadium, Christchurch Zuschauer: 36.500 Schiedsrichter: Jonathan Kaplan (Südafrika) |
| 13. Juli 2002 | Straftritte: Mehrtens (4) | (6:3) Bericht | Straftritte: Burke (2) | Jade Stadium, Christchurch Zuschauer: 36.500 Schiedsrichter: Jonathan Kaplan (Südafrika) |

| 20. Juli 2002 | Neuseeland | 41 : 20         | Südafrika                                                                                   | Westpac Stadium, Wellington Zuschauer: 37.693 Schiedsrichter: Stuart Dickinson (Australien) |
| 20. Juli 2002 | Versuche: Howlett Hammett Thorne Marshall Robertson Erhöhungen: Mehrtens (2) Straftritte: Mehrtens (3) Dropgoals: Mehrtens | (21:13) Bericht | Versuche: Greeff Joubert Erhöhungen: Pretorius (2) Straftritte: Pretorius Dropgoals: Greeff | Westpac Stadium, Wellington Zuschauer: 37.693 Schiedsrichter: Stuart Dickinson (Australien) |

| 27. Juli 2002 | Australien                                                                                | 38 : 27         | Südafrika                                                                               | Brisbane Cricket Ground, Brisbane Zuschauer: 37.528 Schiedsrichter: Steve Lander (England) |
| 27. Juli 2002 | Versuche: Tune Mortlock Latham (2) Erhöhungen: Burke (3) Straftritte: Burke (3), Mortlock | (27:10) Bericht | Versuche: Joubert (2) Skinstad Russell Erhöhungen: Pretorius (2) Straftritte: Pretorius | Brisbane Cricket Ground, Brisbane Zuschauer: 37.528 Schiedsrichter: Steve Lander (England) |

| 3. August 2002 | Australien                                      | 16 : 14       | Neuseeland                                | Telstra Stadium, Sydney Zuschauer: 79.543 Schiedsrichter: André Watson (Südafrika) |
| 3. August 2002 | Versuche: Rogers, Sharpe Straftritte: Burke (2) | (8:3) Bericht | Versuche: McCaw Straftritte: Mehrtens (3) | Telstra Stadium, Sydney Zuschauer: 79.543 Schiedsrichter: André Watson (Südafrika) |

| 10. August 2002 | Südafrika                                                                                             | 23 : 30         | Neuseeland                                                                                         | Kings Park Stadium, Durban Zuschauer: 52.500 Schiedsrichter: Dave McHugh (Irland)/Chris White (England) |
| 10. August 2002 | Versuche: de Kock Pretorius Erhöhungen: Pretorius (2) Straftritte: Pretorius (2) Dropgoals: Pretorius | (17:17) Bericht | Versuche: Howlett MacDonald Mauger Strafversuch Erhöhungen: Mehrtens (2) Straftritte: Mehrtens (2) | Kings Park Stadium, Durban Zuschauer: 52.500 Schiedsrichter: Dave McHugh (Irland)/Chris White (England) |

| 17. August 2002 | Südafrika                                                              | 33 : 31        | Australien                                                                                  | Ellis Park Stadium, Johannesburg Zuschauer: 63.000 Schiedsrichter: Paddy O’Brien (Neuseeland) |
| 17. August 2002 | Versuche: Greeff Paulse (2) Russell van Niekerk Erhöhungen: Greeff (4) | (14:9) Bericht | Versuche: Cannon Kefu Rogers Erhöhungen: Burke (2) Straftritte: Burke (3) Dropgoals: Gregan | Ellis Park Stadium, Johannesburg Zuschauer: 63.000 Schiedsrichter: Paddy O’Brien (Neuseeland) |

## Statistik

### Meiste erzielte Versuche
|    | Name           | Versuche | Land      |
| -- | -------------- | -------- | --------- |
| 1. | Marius Joubert | 3        | Südafrika |

### Meiste erzielte Punkte
|    | Name            | Punkte | Land       |
| -- | --------------- | ------ | ---------- |
| 1. | Andrew Mehrtens | 47     | Neuseeland |
| 2. | Matt Burke      | 40     | Australien |
| 3. | André Pretorius | 27     | Südafrika  |